# Murski Črnci
Murski Črnci este o localitate din comuna Tišina, Slovenia, cu o populație de 416 locuitori.